# Vicente Parras
Vicente Parras Campello (Alicante, España, 18 de noviembre de 1975) es un entrenador de fútbol. Es el entrenador del Club Deportivo Teruel.

## Trayectoria
Parras es un técnico formado en las categorías inferiores del Elche CF, donde ha trabajado en todas las categorías de la cantera, incluso llegó a dirigir a un equipo benjamín del Elche C. F. en 2012. También ejerció de segundo con Vicente Mir en el filial franjiverde y logró un ascenso a División de Honor con el Juvenil A del Club.
En la temporada 2015-16, el técnico andaluz Óscar Cano Moreno firmó para dirigir al Ilicitano, pero el entrenador granadino se marchó antes de empezar la competición en el grupo 6º de Tercera. El entonces director deportivo, Ramón Planes, y el máximo responsable del fútbol base, Domingo Grau, no tuvieron ninguna duda y confiaron en Vicente Parras. Al final de dicha temporada, dejó al Elche Ilicitano a falta de un gol para ascender a Segunda División B.
El 30 de abril de 2017, tras la destitución de Alberto Toril al frente del primer equipo tras los malos resultados cosechados, Vicente Parras es nombrado entrenador del primer equipo del Elche CF, tras volver a realizar una buena temporada 2016-17 con el filial, ya que a falta de tres partidos, lo mantiene con posibilidades de acceder a los puestos de play off de ascenso a Segunda B.
En verano de 2017, firma por el Ontinyent Club de Futbol del Grupo III de Segunda División B, tras la dimisión de Miguel Ángel Mullor en plena pretemporada. Parras realizaría una gran temporada en el banquillo con el conjunto blanquinegro con el que rozó la promoción de ascenso a Segunda División y se clasificó para disputar la Copa del Rey.
En verano de 2018, al igual que ocurrió con Miguel Ángel Mullor un año antes, el cambio de directiva en el club propició que Vicente Parras no continuara como entrenador del Ontinyent para la temporada 2018-19.
En noviembre de 2018, el Ontinyent decide cambiar de entrenador tras 11 jornadas disputadas en el grupo III de Segunda División B y Vicente regresa al banquillo del Ontinyent Club de Futbol del Grupo III de Segunda División B hasta el final de la temporada 2018-19. Donde Vicente Parras es un revulsivo consiguiendo ganar al Hércules CF y empatando con el campeón At. Baleares, Lleida y en el campo del filial Villarreal B, justo con este último partido antes de que la Junta Directiva decida unilateralmente la retirada del club «por graves problemas económicos».
En junio de 2019 se hace cargo del Club Deportivo Alcoyano, recién descendido a Tercera División, con el único objetivo de devolver a esta entidad histórica del fútbol español a Segunda División B, donde militó desde hace 15 temporadas y la 2011-2012 en Segunda División.

## Clubes
| Club                                 | País   | Año       |
| ------------------------------------ | ------ | --------- |
| Elche Ilicitano (Segundo entrenador) | España | 2012-2013 |
| Elche Ilicitano                      | España | 2015-2017 |
| Elche CF                             | España | 2017      |
| Ontinyent Club de Futbol             | España | 2017-2018 |
| Ontinyent Club de Futbol             | España | 2018-2019 |
| Club Deportivo Alcoyano              | España | 2019-2024 |